# De l'influence des rayons gamma sur le comportement des marguerites
Pour plus de détails, voir Fiche technique et Distribution.
De l'influence des rayons gamma sur le comportement des marguerites (The Effect of Gamma Rays on Man-in-the-Moon Marigolds) est un film américain réalisé par Paul Newman, sorti en 1972.

## Synopsis
Béatrice Hunsdorfer est une veuve d'une quarantaine d'années. Elle et ses filles, Ruth et Matilda, luttent pour survivre dans une société qu'elles comprennent à peine. Béatrice rêve d'ouvrir un salon de thé élégant, mais ne dispose pas des ressources nécessaires pour atteindre son but. Ruth, qui est épileptique, est une adolescente rebelle, alors que Matilda est une jeune fille timide, mais très intelligente et idéaliste. Cette dernière trouve le réconfort dans le soin qu'elle prodigue à son animal de compagnie, un lapin, et dans les projets scientifiques qu'elle réalise avec l'école (l'une de ces expériences donne son nom au titre du film). 
L'expérience scientifique de Matilda est censée montrer combien une petite quantité de radium affecte les marguerites ; certaines meurent, mais d'autres évoluent avec des mutations étranges mais très belles, qui diffèrent totalement des plantes originales. De la même manière, Matilda a réussi à s'en sortir, malgré une existence difficile, dans une maison délabrée d'un quartier de classe moyenne. Elle a appris comment vivre avec sa mère, dont le comportement est souvent très embarrassant, tout en évitant de devenir comme elle. À contrario, Ruth semble vouée à reproduire le schéma familial, et subit pleinement l'influence de la personnalité instable de Béatrice Hunsdorfer.

## Fiche technique
- Titre : De l'influence des rayons gamma sur le comportement des marguerites
- Titre original : The Effect of Gamma Rays on Man-in-the-Moon Marigolds
- Réalisation : Paul Newman
- Scénario : Alvin Sargent d'après la pièce de Paul Zindel
- Dialogues : Alvin Sargent
- Musique : Maurice Jarre
- Décors : Gene Callahan, Richard Merrell
- Costumes : Anna Hill Johnstone
- Photographie : Adam Holender
- Montage : Evan A. Lottman (de)
- Son : Al Nahmias, Katherine Wenning
- Production : John Foreman et Paul Newman
- Sociétés de distribution : Twentieth Century Fox Film Corporation (international), Splendor Films (France)
- Pays d'origine :  États-Unis
- Langue originale : anglais
- Format : couleurs - 1,85:1 - mono
- Genre : drame
- Durée : 100 minutes
- Date de sortie : 1972

## Distribution
- Joanne Woodward : Béatrice
- Nell Potts : Matilda
- Roberta Wallach : Ruth
- Judith Lowry : Nanny
- David Spielberg : M. Goodman
- Richard Venture : Floyd

## Distinction
- Festival de Cannes 1973 : Prix d'interprétation féminine pour Joanne Woodward